# Aprilia (Latium)
Aprilia ist eine italienische Gemeinde  mit 74.470 Einwohnern (Stand 31. Dezember 2023) in der Provinz Latina, Region Latium.
Sie gehört zu den in der Zeit des Faschismus in den trockengelegten Pontinischen Sümpfen neugegründeten Städten.

## Geographie

### Lage

Lage von Aprilia in der Provinz Latina

Aprilia liegt 42 km südlich von Rom und 27 km nordwestlich von Latina.
Es liegt zwischen der Küste des Tyrrhenischen Meeres und den Albaner Bergen in der Pontinischen Ebene. Zu Aprilia gehören die Ortsteile Campoverde, Campoleone, Campo di Carne und Carano. Beim Ortsteil Buon Riposo wurde das antike Longula ausgegraben.
Das Gemeindegebiet erstreckt sich über eine Höhe von 7 bis 162 m s. l. m.
Die Gemeinde liegt in der Erdbebenzone 3 (wenig gefährdet).
Die Nachbargemeinden sind im Uhrzeigersinn Nettuno (RM), Anzio (RM), Ardea (RM), Ariccia (RM), Lanuvio (RM), Velletri (RM), Cisterna di Latina und Latina.

### Verkehr
- SR 148 Aprilia wird mit der Regionalstraße SR 148 Via Pontina, von Rom nach Terracina an das Fernverkehrsnetz angeschlossen.
- In Campoleone Scalo befindet sich der Bahnhof Campoleone an der Bahnstrecke Rom–Formia–Neapel.
- An der Regionalbahnstrecke FL8 Rom-Nettuno befindet sich der Bahnhof Aprilia.

## Geschichte
Aprilia war die vierte Stadtgründung in den seit 1930 trockengelegten Pontinischen Sümpfen nach Littoria, Sabaudia und Pontinia.
Die Stadt wurde am 25. April 1936 von Benito Mussolini gegründet und am 29. Oktober 1937 offiziell eingeweiht. Ihren Namen bekam sie von ihrem Gründungsmonat April, beziehungsweise von der Venus Aprilia, der fruchtbaren Venus.
Auf direktem Wege zwischen Anzio und Rom gelegen, stand Aprilia 1944 im Brennpunkt der Schlacht um Rom, und wurde von den Alliierten bombardiert (siehe Operation Shingle).
Nach dem Zweiten Weltkrieg begann der Wandel der Stadt vom Agrarzentrum zur Industriestadt.
Am 29. Oktober 2012 wurde sie durch Dekret des Präsidenten der Republik zur Stadt erhoben.
| Jahr      | 1871 | 1881 | 1901 | 1921  | 1936  | 1951  | 1971   | 1991   | 2001   | 2011   |
| --------- | ---- | ---- | ---- | ----- | ----- | ----- | ------ | ------ | ------ | ------ |
| Einwohner | 413  | 533  | 821  | 1.284 | 2.237 | 6.943 | 28.349 | 47.037 | 56.028 | 66.958 |

Quelle: ISTAT

## Politik

### Bürgermeister und Gemeinderat
Domenico D’Alessio (Partito Socialista Italiano) wurde im Juni 2009 zum Bürgermeister gewählt. Sein Bündnis aus Bürgerlisten stellt mit 18 von 30 Sitzen auch die Mehrheit im Gemeinderat.
Sein Vorgänger Calogero Santangelo (Mitte-rechts-Liste) wurde im Mai 2006 zum zweiten Mal zum Bürgermeister gewählt.
Nachdem ihm 19 Gemeinderäte im Januar 2009 das Misstrauen ausgesprochen hatten, trat Santangelo zurück und machte den Weg für Neuwahlen am 6./7. Juni 2009 frei.
Domenico D’Alessio starb überraschend am 26. Februar 2012. Er wurde bis zu einer Neuwahl von Antonio Terra vertreten. 2013 wurde Terra zum ordentlichen Bürgermeister gewählt. Bei seiner Wiederwahl im Juni 2018 konnte seine Liste 15 von 22 Sitzen für sich gewinnen.

### Städtepartnerschaften
Partnerstädte von Aprilia sind:
- Pergola in den Marken, Italien, seit 1991
- Mostardas, Brasilien, seit 1996
- Buja in Friaul, Italien, seit 1997
- Montorio al Vomano in den Abruzzen, Italien, seit 2000
- Sciacca auf Sizilien, Italien, seit 2003
- Tulcea, Rumänien, seit 2003
- Ben Arous, Tunesien, seit 2003
- Cingoli in den Marken, Italien, seit 2004
- Aldeno in der Provinz Trient, Italien, seit 2019

### Wappen
Auf blauem Schild fünf Schwalben im Flug.

## Religion
Die Einwohner von Aprilia gehören mehrheitlich der römisch-katholischen Glaubensgemeinschaft an. Die Stadt gehört zum Bistum Albano und hat elf Pfarrgemeinden.